# 切德韋爾 (紐約州)
切德韋爾（英語：Chedwel）是位於美國紐約州學托擴縣的非建制地區。

## 地理
切德韋爾所處的海拔為高於海平面407米（即1335英呎），而該地所採用的時區為UTC-5，即北美东部时区（EST）。同時該地設有夏令時間，為UTC-5調快一小時，即UTC-4（EDT）。